# Эресос
Эресо́с (греч. Ερεσός ή Ερεσσός) — деревня в Греции на западе острова Лесбоса. Расположена в 54 километрах к северо-западу от Митилини. Входит в общину (дим) Дитики-Лезвос в периферийной единице Лесбосе в периферии Северных Эгейских островах. Население 1086 жителей по переписи 2011 года. Жители преимущественно заняты в животноводстве, туризме и добыче природного камня.

## История
Древний Эрес (др.-греч. Ἔρεσος), родина Теофраста и Фания, а также поэтессы Сапфо, находился на месте Скала-Эресу. Назван по Эресу, сыну царя Макара. Эрес был покинут в конце XVII века из-за угрозы пиратов. Современная деревня Эресос была основана в 4 километрах к северу.
В Скала-Эресу находятся руины древнехристанской трёхнефной базилики Святого Андрея, первоначально посвящённой Иоанну Крестителю и построенной в первой половине V века. В базилике в 740 году был погребён архиепископ Андрей Критский, скончавшийся в путешествии из Константинополя. К юго-востоку от Скала-Эресу находится руины Охиро-Вигла (Οχυρό-Βίγλα), акрополя древнего Эреса.
В ходе Греческой революции 27 мая (8 июня) 1821 года в Скала-Эресу Димитриос Папаниколис при помощи брандера взорвал турецкий фрегат «Мансурия» с 84 орудиями и 1100 человек экипажа. Непосредственным следствием этого события было возвращение турецкого флота в Дарданеллы, благодаря чему остров Самос был спасен.

## География
Эресос находится в скалистом районе с зарослями маквиса и редкими лесами дуба Quercus macrolepis. Вблизи Эресоса находится окаменелый лес Лесбоса. Область Эресоса является важным местом обитания хищных и других перелётных птиц. Постоянно обитают: средний пёстрый дятел, курганник, малый скалистый поползень, средиземноморская славка. Здесь выводят птенцов: змееяд, степная пустельга, чеглок Элеоноры, маскированный сорокопут, испанская каменка, субальпийская славка, серая овсянка, красноклювая овсянка, черноголовая овсянка.

## Сообщество Эресос
В общинное сообщество Эресос входят пять населённых пунктов. Население 1611 жителей по переписи 2011 года. Площадь 65,609 квадратных километров.
| Населённый пункт | Население (2011), человек |
| ---------------- | ------------------------- |
| Псиния           | 70                        |
| Скала-Эресу      | 349                       |
| Хлиара           | 59                        |
| Христос          | 47                        |
| Эресос           | 1086                      |

## Население
| Год  | Население, человек |
| ---- | ------------------ |
| 1991 | 1283               |
| 2001 | 1130               |
| 2011 | ↘ 1086             |